# Muscourt
 Muscourt  es una población y comuna francesa, situada en la región de Picardía, departamento de Aisne, en el distrito de Laon y cantón de Neufchâtel-sur-Aisne.

## Demografía
| 82 | 73 | 92 | 82 | 71 | 71 | 71 | 69 | 60 | 68 | 70 | 75 | 58 | 73 | 63 | 64 | 75 | 77 | 86 | 67 | 61 | 59 | 60 | 59 | 73 | 91 | 65 | 68 | 56 | 33 | 40 | 36 | 42 |
| Para los censos de 1962 a 1999 la población legal corresponde a la población sin duplicidades (Fuente: INSEE [Consultar]) |    |    |    |    |    |    |    |    |    |    |    |    |    |    |    |    |    |    |    |    |    |    |    |    |    |    |    |    |    |    |    |    |